# 春栄
春栄（しゅんえい、生没年不詳）とは、江戸時代の大坂の浮世絵師。

## 来歴
春好斎北洲の門人かといわれる。春栄と号し、文化13年（1816年）に大坂で興行された芝居の役者絵を描いている。

## 作品
- 「平井ごん八・中村歌右衛門」　大判錦絵2枚続の内　池田文庫所蔵　※文化13年閏8月、大坂角の芝居『紅紫大坂潤』より